# Lenape (Kansas)
Lenape és una comunitat no incorporada al comtat de Leavenworth, Kansas, Estats Units. Lenape es fundà el 1867 a la línia principal del Kansas Pacific Railroad. La comunitat va rebre el nom dels indis lenape. el 1868 a Lenape s'hi establí una oficina de correus, que romangué en funcionament fins al 1943 quan es va tancar.